# Первое послевоенное поколение писателей
Первое послевоенное поколение писателей (яп. 第一次戦後派作家 Дайитидзи сэнгоха сакка) — термин японского литературоведения, используемый для обозначения группы писателей, дебютировавших в японской литературе в 1946—1947 гг. Также используются названия «сэнгоха» (戦後派) и «послевоенная группа». Как правило, к ней не относятся авторы пролетарской литературы, появившиеся в те же годы. Существует тенденция под литературой этой группы, несмотря на её очевидную неоднородность, прежде всего понимать рефлексию катастрофического военного опыта, выраженную в творчестве таких писателей, как Хироси Нома, Риндзо Сиина и Харуо Умэдзаки. Это не отрицает значимости эксперимента с формой, к которому были в той или иной степени склонны многие авторы группы (особенно Синъитиро Накамура), однако приоритет в определение того общего, что объединило писателей в одно поколение, всё же оставляется за экзистенциалистским раскрытием опыта войны и его разрушительного последействия в мирное время.

## Основные представители
- Хироси Нома
- Риндзо Сиина
- Харуо Умэдзаки
- Тайдзюн Такэда
- Синъитиро Накамура
- Ютака Хания
- Сёхэй Оока